# Discografia de Chico Buarque
Francisco Buarque de Hollanda, mais conhecido por Chico Buarque ou Chico Buarque de Hollanda, (Rio de Janeiro, 19 de junho de 1944) é um músico, dramaturgo e escritor brasileiro. É conhecido por ser um dos maiores nomes da MPB. Sua discografia conta com aproximadamente cem discos, entre eles discos-solo, em parceira com outros músicos e compactos. É compositor de Construção, considerada uma das melhores músicas brasileiras já feitas.

## Álbuns de estúdio
| Ano  | Álbum                                               | Certificações  | Vendas      |
| ---- | --------------------------------------------------- | -------------- | ----------- |
| 1966 | Chico Buarque de Hollanda                           |                |             |
| 1966 | Morte e Vida Severina                               |                |             |
| 1967 | Chico Buarque de Hollanda vol. 2                    |                |             |
| 1968 | Chico Buarque de Hollanda vol. 3                    |                |             |
| 1969 | Chico Buarque na Itália                             |                | - : 200,000 |
| 1970 | Per un Pugno di Samba                               |                |             |
| 1970 | Chico Buarque de Hollanda - Nº4                     |                |             |
| 1971 | Construção                                          |                |             |
| 1972 | Quando o Carnaval Chegar                            |                |             |
| 1973 | Calabar/Chico Canta                                 |                |             |
| 1974 | Sinal Fechado                                       |                |             |
| 1976 | Meus Caros Amigos                                   | - : ABPD: Ouro | - : 300,000 |
| 1977 | Os Saltimbancos                                     |                |             |
| 1977 | Gota d'Água                                         |                |             |
| 1978 | Chico Buarque                                       | - : ABPD: Ouro | - : 700,000 |
| 1979 | Ópera do Malandro                                   |                | - : 250,000 |
| 1980 | Vida                                                |                |             |
| 1981 | Almanaque                                           |                | - : 400,000 |
| 1981 | Os Saltimbancos Trapalhões                          |                |             |
| 1982 | Chico Buarque en Español                            |                |             |
| 1983 | Para Viver um Grande Amor                           |                |             |
| 1983 | O Grande Circo Místico                              |                | - : 90,000  |
| 1984 | Chico Buarque                                       |                | - : 400,000 |
| 1985 | O Corsário do Rei                                   |                |             |
| 1985 | Malandro                                            |                |             |
| 1986 | Ópera do Malandro                                   |                |             |
| 1987 | Francisco                                           |                |             |
| 1988 | Dança da Meia-Lua                                   |                |             |
| 1989 | Chico Buarque                                       |                |             |
| 1993 | Paratodos                                           | - : PMB: Ouro  | - : 250,000 |
| 1995 | Uma Palavra                                         |                | - : 100,000 |
| 1998 | As Cidades                                          | - : PMB: Ouro  | - : 300,000 |
| 1998 | Chico Buarque de Mangueira                          |                |             |
| 2001 | Cambaio                                             |                |             |
| 2006 | Carioca (CD + DVD com o documentário Desconstrução) |                | - : 100,000 |
| 2011 | Chico                                               |                | - : 80,000  |
| 2017 | Caravanas                                           |                | - : 20,000  |

## Álbuns ao vivo
| Ano  | Álbum                                  | Certificações | Vendas      |
| ---- | -------------------------------------- | ------------- | ----------- |
| 1972 | Caetano e Chico Juntos e ao Vivo       |               |             |
| 1975 | Chico Buarque & Maria Bethânia ao Vivo |               |             |
| 1986 | Melhores Momentos de Chico & Caetano   |               |             |
| 1990 | Chico Buarque ao vivo Paris Le Zenith  |               | - : 100,000 |
| 1999 | Chico Buarque Ao Vivo                  | Ouro - ABPD   | - : 120,000 |
| 2004 | Chico Buarque Ao Vivo - Paris          | Ouro - ABPD   |             |
| 2007 | Carioca Ao Vivo                        |               |             |
| 2012 | Na Carreira - Ao Vivo                  |               |             |
| 2018 | Caravanas - Ao Vivo                    |               |             |

## Álbuns de compilação
| Ano  | Álbum                                                 | Certificações / Vendas |
| ---- | ----------------------------------------------------- | ---------------------- |
| 1969 | Grandes Sucessos de Chico Buarque                     |                        |
| 1970 | Grandes Sucessos de Chico Buarque - Volume 2          |                        |
| 1971 | Grandes Sucessos de Chico Buarque - Volume 3          |                        |
| 1975 | A Arte de Chico Buarque                               |                        |
| 1977 | Chico Buarque de Hollanda                             |                        |
| 1978 | As Músicas de Chico Buarque                           |                        |
| 1979 | Gala 79 - O Melhor de Chico Buarque                   |                        |
| 1980 | O Prestígio de Chico Buarque                          |                        |
| 1981 | Um Operário em Construção                             |                        |
| 1982 | A Arte de Chico Buarque - Volume 2                    |                        |
| 1983 | A Arte Maior de Chico Buarque                         |                        |
| 1986 | 20 Anos de Sucessos                                   |                        |
| 1987 | Personalidade                                         |                        |
| 1988 | Minha História - O Melhor de Chico Buarque            | Ouro - ABPD            |
| 1993 | Perfil                                                |                        |
| 1994 | Chico 50 Anos: O Político                             |                        |
| 1994 | Chico 50 Anos: O Trovador                             |                        |
| 1994 | Chico 50 Anos: O Amante                               |                        |
| 1994 | Chico 50 Anos: O Cronista                             |                        |
| 1994 | Chico 50 Anos: O Malandro                             |                        |
| 1996 | Série Aplauso                                         |                        |
| 1996 | Sonho de um Carnaval                                  |                        |
| 1997 | O Melhor de Chico Buarque                             |                        |
| 1997 | MPB no JT                                             |                        |
| 1999 | Focus: O Essencial de Chico Buarque                   |                        |
| 2000 | O Sambista                                            |                        |
| 2000 | RCA 100 Anos de Música                                |                        |
| 2000 | Chico Buarque e Ennio Morricone: Sonho de um Carnaval |                        |
| 2002 | Chico Buarque – Duetos                                |                        |
| 2003 | Perfil                                                |                        |
| 2005 | Chico No Cinema                                       |                        |
| 2010 | Seleção Essencial                                     |                        |
| 2012 | Umas e Outras                                         |                        |
| 2015 | Os Primeiros Clássicos                                |                        |

## Compactos, EPs esingles
- 1965 - Pedro Pedreiro / Sonho de um Carnaval (RGE)
- 1965 - Meu Refrão / Olê, Olá (RGE)
- 1966 - A Banda / Amanhã, Ninguém Sabe (RGE)
- 1967 - Roda-Viva / Até Pensei (RGE)
- 1967 - Roda-Viva / A Televisão / Carolina / Um Chorinho (RGE)
- 1967 - Quem te Viu, Quem te Vê / Fica (RGE)
- 1967 - Carolina / Tem Mais Samba (RGE)
- 1967 - Funeral de um Lavrador / Lua Cheia (RGE)
- 1967 - Tão Bom que Foi o Natal (Clineu Rocha)
- 1968 - Bom Tempo / Ela Desatinou (RGE)
- 1968 - Bom Tempo / Pedro Pedreiro / Sem Fantasia / Sonho de um Carnaval (RGE)
- 1968 - Benvinda / Sem Fantasia (RGE)
- 1968 - Januária / Até Segunda-Feira (RGE)
- 1968 - Samba Erudito / Praça Clóvis (RGE)
- 1968 - Sabiá / Retrato em Branco e Preto (RGE)
- 1969 - A Banda / Madalena Foi Pro Mar / Você Não Ouviu / A Rita (RGE)
- 1969 - Cara Cara / Ciao Ciao Addio (RGE)
- 1969 - Onde é Que Você Estava / Umas e Outras (RGE)
- 1969 - Onde é Que Você Estava / Umas e Outras / Benvinda / Até Pensei (RGE)
- 1970 - Apesar de Você / Desalento (Philips)
- 1970 - Essa Moça Tá Diferente / Ilmo. Sr. Ciro Monteiro ou Receita Pra Virar Casaca de Neném / Agora Falando Sério / Samba e Amor (Philips)
- 1971 - Minha História (Gesubambino) / Valsinha (Elenco)
- 1972 - Construção / Cotidiano (Philips)
- 1972 - Caçada / Quando o Carnaval Chegar / Construção / Mambembe (Philips)
- 1973 - Fado Tropical / Tatuagem (Philips)
- 1975 - Sem Açúcar / Gota d'Água / Flor da Idade / Vai Levando (com Maria Bethânia) (Philips)
- 1975 - Cuidado com a Outra / Sem Compromisso / Acorda, Amor / Festa Imodesta (Philips)
- 1976 - Quem te Viu, Quem te Vê / Sem Açúcar / Gota d'Água / Vai Levando (com Maria Bethânia) (Philips)
- 1977 - O Que Será (A Flor da Terra) / Mulheres de Atenas / A Noiva da Cidade / Meu Caro Amigo (Philips)
- 1977 - O Cio da Terra / Primeiro de Maio (com Milton Nascimento) (Philips)
- 1979 - Geni e o Zepelim / Doze Anos / Hino de Duran (Philips)
- 1979 - Rosa dos Ventos / Gente Humilde / Valsinha / Lígia / Atrás da Porta / Sinal Fechado (Philips)
- 1980 - Bye, Bye Brasil / Tema de um Sanfoneiro (Philips)
- 1984 - Brejo da Cruz / Pelas Tabelas (Barclay)
- 1997 - Terra (Companhia das Letras)
- 2012 - Tipo um Baião (remix de Marcelinho da Lua) (Biscoito Fino)
- 2016 - Vai Trabalhar, Vagabundo (com Hamilton de Holanda) (Biscoito Fino)
- 2017 - Tua Cantiga (Biscoito Fino)
- 2020 - Copo Vazio (com Gilberto Gil) (Gege Produções Artísticas)
- 2020 - Sob Pressão (com Gilberto Gil) (Gege Produções Artísticas)
- 2022 - Que Tal um Samba? (com Hamilton de Holanda) (Biscoito Fino)

## Álbuns para ainternet
- 2017 - Por Dentro do Caravanas (Spotify)

## Caixas
- 1981 - Um Operário em Construção (Philips)
- 1990 - Não Vai Passar (RGE)
- 1994 - Chico 50 Anos (Philips)
- 2001 - Construção (Universal Music)
- 2004 - Francisco Buarque de Hollanda (Sony BMG)
- 2006 - Os Primeiros Anos (Som Livre)
- 2006 - A Série (EMI)
- 2008 - Essencial (Sony BMG)
- 2010 - Coleção Chico Buarque (Abril Coleções)
- 2012 - De Todas as Maneiras (Universal Music)
- 2015 - Os Primeiros Anos (Polysom)

## Videografia
- 2001: Chico e as Cidades (disco de ouro)
- 2003: Chico ou o país da delicadeza perdida (DVD)
- 2005: Meu Caro Amigo (DVD) (disco de platina)
- 2005: À Flor da Pele (DVD) (disco de platina)
- 2005: Vai passar (DVD) (disco de platina)
- 2005: Anos Dourados (disco de platina)
- 2005: Estação Derradeira (DVD) (disco de platina)
- 2005: Bastidores (disco de platina)
- 2006: Roda Viva
- 2006: O Futebol
- 2006: Romance
- 2006: Uma Palavra
- 2006: Cinema
- 2006: Saltimbancos
- 2006: Carioca (CD + DVD com o documentário Desconstrução)
- 2007: Carioca Ao Vivo
- 2012: Na Carreira (DVD)
- 2018: Caravanas - Ao Vivo (DVD)